# Бераки Бейене
Бераки Бейене Зереа (англ. Beraki Beyene Zerea; род. 6 февраля 1980) — эритрейский легкоатлет, выступающий в беге на длинные дистанции и марафонском беге.

## Биография
Бераки Бейене родился 6 февраля 1980 года.
Трижды участвовал в чемпионатах мира по лёгкой атлетике, выступая в марафонском беге. В 2011 году в Дэгу занял 17-е место, показав результат 2 часа 16 минут 3 секунды и уступив 8 минут 25 секунд завоевавшему золото Абелю Кируи из Кении. В 2013 году в Москве занял 11-е место с результатом 2.13.40, уступив 3 минуты 49 секунд завоевавшему золото Стивену Кипротичу из Уганды. В 2015 году в Пекине не смог завершить дистанцию.
Неоднократно был призёром международных марафонов, завоевав золото в Сантьяго (2014), серебро в Шанхае (2013) и Хэншуе (2014), бронзу в Гамбурге (2010).
В 2018 году в возрасте 48 лет занял 7-е место на марафоне в Гвадалахаре.

## Личные рекорды
- Полумарафон — 1:04.53 (27 ноября 2011, Нью-Дели)[2]
- Марафон — 2:08.27 (20 сентября 2014, Хэншуй)[2]